# 哈曉瓦尼亞
48°45′28″N 23°23′54″E / 48.75778°N 23.39833°E

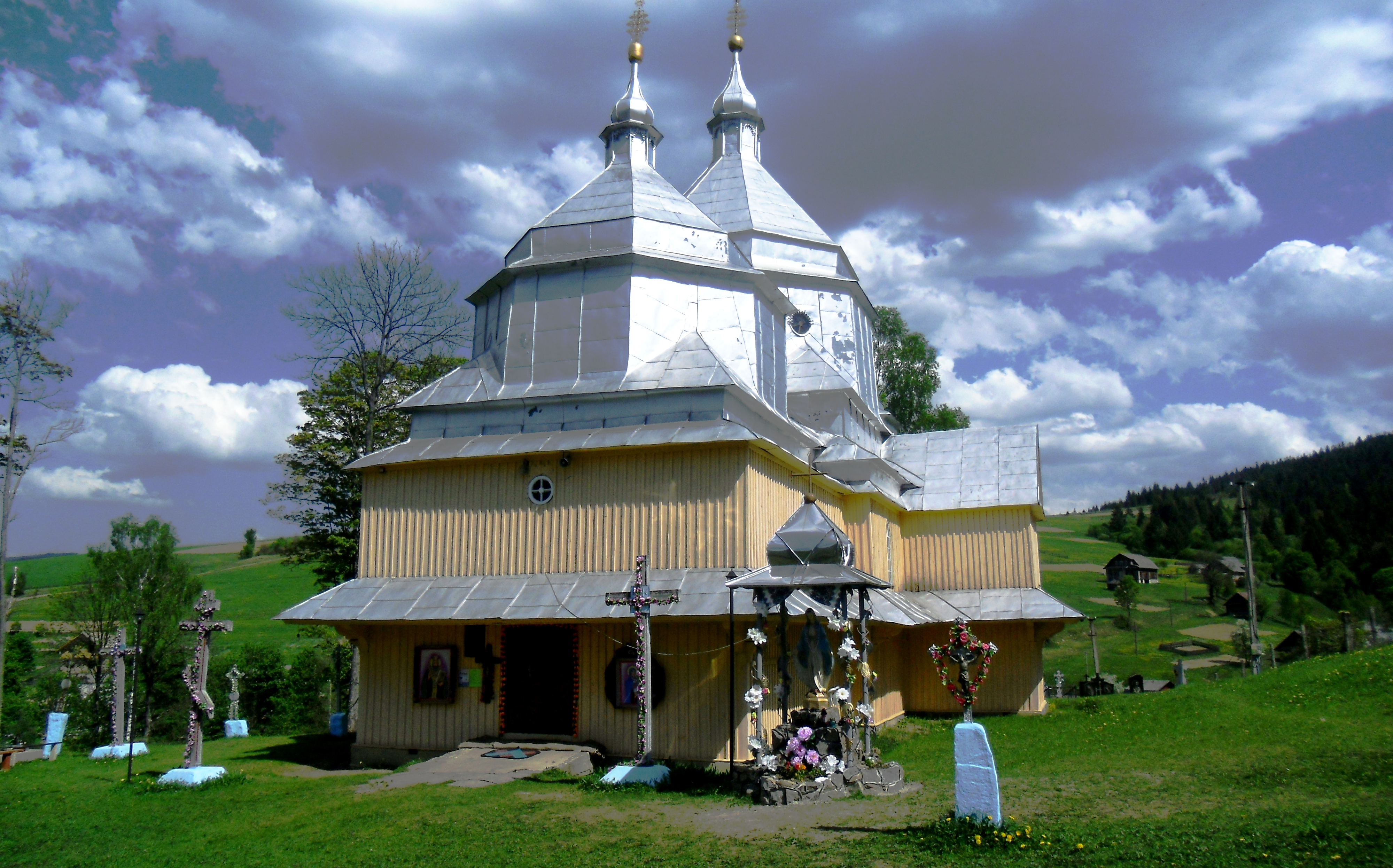
木造教堂

哈曉瓦尼亞（烏克蘭語：Хащованя），是烏克蘭西部利維夫州斯特雷區斯拉夫斯科市镇的村莊，始建於1580年，面積1.3平方公里，海拔高度728米，2001年該城鎮人口383。